# Vladimír Čech
Vladimir Cech (Praga, 6 de julio de 1951 - Praga, 22 de marzo de 2013) fue un actor, presentador y político checo.
Čech nació y murió en Praga. Fue hijo de la presentadora Heda Čechová y el actor Vladimír Čech.
En 1977 Vladimír Čech se graduó en la Facultad de Teatro de la Academia de las Artes Escénicas y luego en el Teatro Petr Bezruč en Ostrava, el Teatro de Silesia de Opava, Ostrava State Theatre, el Teatro Český Těšín, Oldřich Stibor State Theatre en Olomouc (hoy Moravia Theatre) y en el Teatro de Bohemia del Este en Pardubice. De 1990 a 1992 trabajó como miembro del Consejo Nacional Checo. Desde el año 1999 fue un actor independiente, miembro de File City theatres en Praga. También fue anfitrión de la versión checa de ¿Quién quiere ser millonario? llamado Chcete být milionářem?, donde trabajó hasta septiembre de 2003.
Čech murió de síndrome de Lynch y neumonía en 2013, a la edad de 61 años.

## Doblaje checo
- Putování s pravěkými monstry – život před dinosaury (Walking with Monsters), 2005, doblaje de 2008
- Van Helsing
- Vraždící stroje: Pravda o dinosaurech-zabijácích (The Truth About Killer Dinosaurs, parte 1 y 2), 2005, doblaje de 2008
- Garfield a přátelé (Garfield y sus amigos)
- Garfield ve filmu (Garfield: la película), 2004[2]
- Garfield 2, 2006[3]
- Garfield šokuje (Garfield Gets Real), 2007[4]